# Pachetra nigra
Pachetra nigra là một loài bướm đêm trong họ Noctuidae.